# Вуд, Грэхем Чарльз
Грэхем Вуд (6 февраля 1934 — 4 ноября 2016) — английский учёный, специализировавшийся в области изучения коррозии. Он объединил исследования водной коррозии и высокотемпературного окисления. В своих предсказаниях он доказал важность оксидов переходных металлов. Он также основал и возглавил Центр коррозии и защиты в Манчестерском университете и был одним из основателей Центра промышленной эксплуатации и защиты от коррозии.

## Биография

### Семья и ранние годы
Грэхем Вуд, родившийся в Фарнборо, сформировал свою любовь к науке и пешим прогулкам в детстве, проводя время в Даун-Хаусе. Поступив в Колледж Христа в Кембридже, он закончил специализацию по естественным наукам в 1956 году и получил докторскую степень в области металлургии в 1959 году. Он продолжил исследовательскую работу по коррозии под руководством влиятельных ученых, таких как Т. П. Хоар и Улик Эванс.

### Оксиды в Кэмбридже (1956—1961 гг.)
Прочный фундамент электрохимической теории водной коррозии был заложен в Кэмбридже Эвансом и Хоаром. Грэхем Вуд, в своей докторской диссертации, исследовал уплотнение плёнок поверхности алюминиевых сплавов и разработал методику определения их сопротивления и ёмкости. Он использовал мост переменного тока для определения толщины и однородности плёнок. Хотя Грэхем утверждал, что измерения импеданса в анодных оксидных плёнках публикуются повсеместно, первые публикации по этой теме появились спустя несколько лет, уже после его переезда в Манчестер.
Грэхем встретил свою будущую жену Фриду (в девичестве Уэйтман) на учёбе в бакалавриате в 1958 году. Они оба перешли в Манчестерский Колледж Науки и Технологии в 1961 году, где Грэхем получил должность лектора по коррозионным наукам в Департаменте химической инженерии.

### Отделение науки о коррозии, химическая инженерия, (1961—1972)
В 1960-х годах Грэхем сформировал свою личную исследовательскую группу в Манчестере, которая занималась темой окисления и высокотемпературной коррозии материалов. Это было обусловлено стремлением энергетических компаний улучшить тепловую эффективность при генерации высоких температур, распространением двигателей внутреннего сгорания и развитием газовых турбин для воздушного транспорта. В этот период Грэхем работал академиком и возглавлял крупную исследовательскую группу в отделе коррозии. За 11 лет он опубликовал более 80 статей, большая часть из которых была посвящена высокотемпературному окислению.

### Центр коррозии и защиты (1972—1982)
Ранее Манчестерский колледж науки и технологии — UMIST (University of Manchester Institute of Science and Technology) был основан в 1966 году, став крупным исследовательским университетом. Он предоставлял пространство для различных видов научной деятельности и развивал свою репутацию в этой области. Одним из первых примеров было создание в 1968 году Центра систем управления, который сфокусировался на разработке новых технологий для управления и автоматизации процессов.
В 1968 году был создан Комитет по коррозии и её предотвращению, где Кен Росс присоединился к Комитету по приглашению Сэма Хоара. В результате работы комитета было выяснено, что годовые финансовые потери из-за процессов деградации материалов составляют около 3 % ВВП Великобритании, но применение уже существующих технологий защиты от коррозии может сократить эти потери примерно на четверть. Комитет рекомендовал создать национальную службу по борьбе с коррозией, проводить экспертизу повреждений от коррозии и консультировать представителей промышленности, а также активно развивать исследования и преподавание этой области на университетском уровне.
В UMIST создан Центр коррозии и защиты по инициативе Росса в соответствии с отчетом Хоара. Грэхем получает новую должность. Центр функционирует с апреля 1972 года. В период 1972—1973 годов к коллективу присоединяются Миллер, Эшворт, Проктер, и Доусон. Затем к ним присоединяются Ричардсон, Стотт, Эллиотт, Томпсон, Скантлбери, и Коттис. В 1982 году Грэхем покидает пост руководителя центра.
В Центре коррозии и защиты Грэхем создал сильную исследовательскую группу, используя аналитические инструменты, такие как электронная микроскопия. Коллектив пополнили Ламберт, Васко и Бетьюн из группы Росса, а также Джонсон из Крэнфилда. Грэхем получил признание за свою работу, включая степень ScD и премии от Общества химической промышленности, Электрохимического общества США и Института коррозионной науки и технологии Великобритании. Он стал председателем Исследовательской конференции Гордона и значительно расширил масштаб работы Центра, увеличив количество публикаций.
Центр коррозии и защиты получил высокую оценку в 1989 и 1992 годах. UMIST был удостоен Queen’s Award for Export Achievement в 1992 году. В 1999 году Вуд и его коллеги из Центра получили European Corrosion Medal.

#### Промышленный сервисный центр по защите от коррозии
Создана Национальная служба коррозии в 1973 году по рекомендациям отчета Хоара. В августе того же года появился Промышленный сервисный центр по защите от коррозии (CAPCIS), руководимый Дэвидом Гири.
CAPCIS начал как консультационная служба, используя лаборатории Центра коррозии и защиты. Они начали формировать собственную команду и обращались к экспертам для консультаций. CAPCIS влиял на работу Центра и финансировал обновление его оборудования.
Грэхем, эксперт в области коррозии и окисления, работал в CAPCIS и вел консультации в нефтеперерабатывающем заводе. Его называли мистером Вудом. CAPCIS стал самостоятельной консалтинговой организацией и развился до крупнейшей в мире по вопросам коррозии. Они также создали дочернюю компанию CAPCIS-March Ltd. В настоящее время CAPCIS является частью группы Intertek.

#### Обучение и социальная жизнь
Манчестерская магистерская программа по коррозии, существующая с 1961 года, является основной частью Центра. Программа проводит исследования в области PhD и постдокторантуры и поддерживает магистерские проекты совместно с CAPCIS. Сотрудники Центра, работая в промышленности, также преподавали металлургию и материаловедение на факультетах UMIST и проводили краткие курсы для работников. Благодаря этой программе, под руководством Грэма, Манчестер стал глобальным центром обучения коррозии, и многие специалисты в этой области получили свое образование здесь.
Комитет по коррозии представил отчет, и на его основе был создан Комитет по теротехнологиям (Committee on Terotechnology), связанный с техническим обслуживанием, управлением активами и оценкой стоимости жизненного цикла. Грэхем разработал и организовал магистерскую программу по теротехнологиям в сотрудничестве с Центром коррозии и защиты и факультетом машиностроения Манчестерского университета Виктории. Несколько преподавателей внесли свой вклад, и программа была изменена и переименована в магистерскую программу по надёжности инженерии и финансовому управлению. Затем Грэхем совместно с Солфордским и Манчестерским университетами разработал программу PhD под названием «Total Technology», которая обеспечивала гибкое обучение и интеграцию с промышленными потребностями. Позднее была запущена программа докторантуры в области технических наук EngD, которую возглавил Грэхем. Этот проект получил поддержку UMIST и Манчестерского университета.
Социальная жизнь вокруг группы студентов магистратуры всегда была привлекательной для исследователей, преподавателей и персонала кампуса. Грэхем всегда был активным участником — присоединялся к ежегодным прогулкам по Пик-Дистрикту и играл в матч по крикету между преподавателями и студентами. Ещё одна его амбиция была связана с разбиванием часов на стене павильона, что он сделал, когда занимал высокий административный пост. Важное событие — конференция Центра по коррозии в 1992 году — привлекла более 500 делегатов и стала одной из крупнейших в Европе. Во время конференции делегаты также посетили Чатсуорт-Хаус в Дербишире, где провели полдня, играя в крикет. К сожалению, неизвестно, кто победил этот матч.

#### Работа вне Центра
Грэхем в роли президента Института науки о коррозии и Технологии (некогда Институт коррозии) с 1978 по 1980 год разработал и реализовал план развития организации. Он дважды возглавлял Национальный совет по борьбе с коррозией, координирующий работу трех организаций: Института материалов, минералов и горного дела, Ассоциации химиков масел и красок и Института обработки металлов. Грэхем представлял Великобританию в Международном совете по вопросам коррозии в течение 15 лет, играя ключевую роль в развитии и передаче технологий в области исследования коррозии.

### Академическое управление в ЮМИСТ (1982—1999)
Грэхем был назначен заместителем директора по академическому развитию в UMIST в 1982 году и передал руководство Центром коррозии и защиты Робину Проктеру, но остался в отделе изучения коррозии. В этот период он разработал план развития UMIST, соответствующий его потребностям. С 1985 по 1986 годы он провел крупные исследовательские мероприятия в UMIST и Манчестерском университете Виктории. В 1987—1989 годах он был деканом UMIST и предложил новации в программы образования студентов и аспирантов. В 1992 году он снова стал деканом и членом Генеральной консультативной группы. С 1994 по 1996 годы он был проректором, отвечающим за стратегическое планирование. Все это время он также проводил исследования в сотрудничестве с другими коллегами из Центра коррозии и защиты UMIST. Всего было опубликовано около 250 статей за этот период.

### Личная жизнь и пенсия
Грэхем много работал и был очень замкнутым человеком. Он регулярно проводил много часов на работе, часто работая семь дней в неделю. Он любил гулять по Lake District для расслабления и играл в крикет на пляже со своим сыном Дэвидом во время ежегодных летних семейных отпусков на полуострове Гауэр в Южном Уэльсе.
Он играл в крикет за команду сотрудников UMIST и увлекался садоводством. Он также продолжал вносить свой вклад в исследования, работая с коллегами и публикуя статьи о механизмах роста анодных пленок и защитных оксидных чешуек.
В 1997 году он вышел на пенсию, но продолжал работать с коллегами в UMIST несколько дней в неделю. В 2002 году у него был заказан памятный портрет, который был установлен в 2003 году на кампусе.
В пожилом возрасте у него была диагностирована болезнь Альцгеймера. В 2014 году он переехал ближе к семье и в 2016 году умер в доме престарелых. У него осталась жена, сын Дэвид, работающий офтальмологом, и дочь Луиз, которая стала высокопоставленным государственным служащим.

## Научные исследования

### Период работы в отделении науки о коррозии, химической инженерии (1961—1972)

#### Исследование металлов при высокой температуре
Грэхем написал монографию о окислении бинарных сплавов после назначения в 1961—1962 годах. Он использовал фундаментальный подход к проблемам, работая с коммерческой промышленностью и упрощая задачи для изучения основных принципов. Он проводил глубокие исследования с использованием передовых методов и инструментов, классифицируя «особые случаи». Он также внедрял новейшие экспериментальные методики из других дисциплин для изучения материалов.
Главная цель исследования была изучение механизмов окисления сложных сплавов при высоких температурах. Одним из основных методов была термогравиметрия, которая позволяла определить изменение массы сплавов в зависимости от температуры, времени и условий окружающей среды, что в свою очередь не позволял сделать рентгенофазовый анализ. Однако, термоактивируемая диффузия ионов объясняла не все наблюдаемые явления, поэтому Грэхем применил метод электронно-зондового микроанализа (ЭЗМА), чтобы получить более подробные данные о химическом составе оксидных слоев. Эти передовые измерения позволили получить новую информацию и способствовали разработке механистических исследований высокотемпературной коррозии и окисления сплавов.
Изучение высокотемпературного окисления материалов имеет важное значение для продления их срока службы. Грэхем использовал различные методы, такие как аналитическая микроскопия и просвечивающая электронная микроскопия, чтобы исследовать структуру оксидных слоев и определить их роль в защите материалов. Он обнаружил, что основной оксидный слой защищается тонким «заживляющим слоем» под ним, и провел детальные исследования процессов окисления трехкомпонентных сплавов.

#### Исследование анодных оксидов
Во время анодирования алюминия образуются «барьерные» пленки, чья толщина зависит от приложенного напряжения. В нейтральных растворах оксид практически не растворяется, поэтому пленки будут нерастворимыми. В растворах с низкой растворимостью оксида, таких как серная кислота, пленки будут пористыми и их толщина будет зависеть от времени анодирования. Такие пористые и толстые пленки на алюминиевых сплавах повышают защиту от коррозии, но быстро загрязняются на воздухе. Герметизация пленок может быть достигнута путем термической гидратации или реакции с металлическими солями, такими как никель или хром. Методом ЭЗМА (электрохимической импедансной спектроскопии) Грэхем смог успешно анализировать оксидные отложения на сплавах и применил их для исследования анодных пленок. Он отметил, что хром и никель можно измерить с большой точностью и воспроизводимостью, несмотря на их низкие концентрации, благодаря относительно простым условиям обнаружения этих элементов.
Грэхем использовал не только электрохимические методы, но и аналитическую микроскопию. Было известно, что верхняя поверхность пористых анодных пленок имеет характерную морфологию, но основание было недоступно для изучения. Импедансные измерения указывали на наличие сопротивляющего барьера. О’Салливан разработал метод криогенного разрушения пленок, что позволило получить поперечное сечение и изображение с помощью электронной микроскопии.
Эта статья подтверждает, что барьерные слои образуются при анодировании в любых условиях, и их толщина зависит от напряжения. Для Грэхема это было ярким подтверждением пословицы «картинка стоит тысячи слов». Раньше электрохимия могла только предполагать их существование, но с помощью изображений это было доказано. Грэхем присоединился к «Лаборатории коррозии» в 1961 году, и со временем к нему присоединились другие исследователи, такие как Мензис, Постлетуэйт, Рэгг и Миллер. Они работали в области коррозии и материалов при высоких температурах, и каждый из них внёс свой вклад в исследования.
Исследовательская деятельность Грэхема становилась все более активной, и он возглавлял научную группу, состоящую из 6-8 аспирантов под руководством одного или двух научных сотрудников. Он поддерживал связь с коллегами, такими как Говард Стотт и Тони Ричардсон, с которыми сотрудничал в Манчестере, а также с Дэйвом Уиттлом из UC Berkeley и Иэном Райтом из Института Баттелла в США.
После некоторого времени Грэхем начал искать возможности для работы в институтах за пределами Манчестера. Когда появилась вакансия заведующего кафедрой металлургии в Университете Лафборо, как раз заинтересовались кандидатурами Грэхема и Иэна Мензиса. Однако к разочарованию Грэхема, Мензис наняли по рекомендации Росса, который не хотел отпускать Грэхема из своей команды.

### Исследовательская дейтельность в центре коррозии и защиты (1972—1982)

#### Исследование анодных оксидов
Использование просвечивающей электронной микроскопии (ПЭМ) для изображения анодных плёнок было значительным прогрессом. Однако метод создания углеродных копий, чтобы сделать образцы прозрачными для электронов, имел свои ограничения. Дефекты реплик, полученных таким способом, затрудняли применение аналитических методов, таких как электронная дифракция. Грэхем обратил внимание на технику ультрамикротонии, которая использовалась для подготовки биологических образцов, и решил применить её к своим образцам оксидов. Этот метод был сложным и требовал от исследователей специальных навыков, чтобы избежать повреждения дорогостоящих ножей. Однако, когда метод был совершенствован, он стал основным при получении прорывных результатов в исследовании анодных оксидных плёнок.
Анодные плёнки формируются через перенос заряда через металл-оксид и оксид-электролит границы. Передвижение катионов и анионов в оксидах играет ключевую роль в переносе заряда при комнатной температуре (Cabrera & Mott 1949). Метод ультрамикротонии позволяет анализировать состав анодной плёнки, не разрушая её структуру. Сотрудники Вуд и Томпсон, используя растровый просвечивающий электронный микроскоп и энергодисперсионный рентгеновский анализ, обнаружили фосфор в барьерных пленках, подтверждая двойственную химическую природу плёнок. Ионная имплантация инертных трассеров, таких как ксенон, исследовала начальное состояние поверхности металла после анодирования с помощью ПЭМ. Эти инструменты дали возможность более точно описать механизмы роста анодных пленок в различных средах и изучить кинетику переноса катионов и анионов.
Было выяснено, что случайные дефекты в пассивирующих плёнках и оксидах, образованных при пропускании тока, способствуют разрыву и коррозии поверхности алюминия. Для изучения этих дефектов были применены методы анализа импеданса и ПЭМ с использованием углеродных реплик. Однако первое детальное исследование и механизм формирования этих дефектов были выявлены с использованием срезов, полученных методом ультрамикротонии. Механизм включал накопление благородных элементов (таких как медь, железо и др.) на границе металл-оксид, за которым последовало разрушение плёнки из-за присутствия кислорода.

#### Исследование металлов при высокой температуре
Тем временем в наиболее «горячей» области исследований велись активные работы по повышению эксплуатационной температуры сплавов для повышения эффективности горения и снижения расхода топлива. В обычных сплавах добавление хрома к основному металлу (как правило, никелю и/или железу) приводит к образованию «залечивающего слоя» благодаря стабильному, медленнорастущему покрытию Cr2O3. Однако, хром может и дальше реагировать с кислородом с образованием CrO3 и с водяным паром с образованием CrO2(OH)2. Так как эти соединения довольно летучие, защитный слой испаряется при повышении температуры, причем выше 950оС он исчезает очень быстро. Этого можно избежать, если поспособствовать формированию другого защитного слоя с контролируемым добавлением алюминия, образующего пассивный Al2O3. Хотя он крайне термодинамически стабилен, рост окалины сопровождается появлением смеси оксидов со слабой адгезией, которая легко откалывается с поверхности металла в термических процессах.
Давно было известно (Pfeil 1937), что добавление реакционноспособных редкоземельных элементов (таких как церий и иттрий) улучшает поведение электрических нагревательных элементов, препятствуя образованию окалины. Это наблюдение было сложно объяснить, для описания предлагались различные механизмы (Whittle&Stringer 1980), и Джон Стрингер (John Stringer) из Ливерпуля придумал термин «эффект реакционноспособных элементов» для описания этого явления. Знаменуя начало плодотворной совместной работы с Говардом Стоттом, его бывший ученик, а затем и коллега Грэхем Вуд взялся за дело. С помощью микроскопии он исследовал раннее отслоение окалины от поверхности сплава. Благодаря этому сформировалось мнение, что из-за диффузии по границам зерен алюминий перемещается с более высокой локальной скоростью, что приводит к аномальному росту оксида на отдельных участках.
Исследователи стремились повысить эксплуатационную температуру сплавов для эффективного горения и снижения расхода топлива. Обычно добавление хрома к основному металлу (например, никелю или железу) создает защитный слой Cr2O3, но хром может реагировать с кислородом и водяным паром, что вызывает испарение слоя при высоких температурах. Чтобы избежать этого, исследователи предлагают формирование защитного слоя Al2O3 с контролируемым добавлением алюминия. Редкоземельные элементы, такие как церий и иттрий, также улучшают поведение нагревательных элементов, предотвращая образование окалины. Этот эффект был назван «эффектом реакционноспособных элементов». Исследования микроскопией показали, что алюминий перемещается с более высокой скоростью по границам зерен, что приводит к аномальному росту оксида на некоторых участках.

#### Исследование действия коррозия под действием атмосферы
Изучая реакции материалов при высоких температурах, Грэхем также интересовался гетерогенными реакциями металл-газ в окружающей среде. В своих работах он использовал электронную микроскопию и рентгенографию для анализа образующихся продуктов коррозии. Сначала предполагалось, что атмосферные загрязнители, такие как диоксид серы и твердые частицы сажи, способствуют коррозии металлов. Однако, Грэхем установил, что причиной атмосферной коррозии является присутствие растворимых сульфат- и хлорид-ионов в отдельных частицах, а не диоксид серы.

## Почётные звания и награды
- 1973 — Медаль и премия Бейлби: награда, присуждаемая совместно Институтом металлов, Обществом химической промышленности и Королевским химическим обществом.
- 1981 — Председатель Гордонской исследовательской конференции по коррозии
- 1983 — Премия У. Р. Эванса и почетное пожизненное членство: главная награда Института коррозии (Великобритания)
- 1983 — Мемориальная премия Карла Вагнера и пожизненное членство -главная награда Электрохимического общества (США)
- 1986 — Премия Т. П. Хоара, Института коррозии (Великобритания) за лучшую статью в журнале Corrosion Science (совместно с Б. Д. Бастоу и Д. П. Уиттлом)
- 1987 — Медаль Кавалларо Европейской федерации коррозии
- 1989 — Медаль и премия Хотерсолла: главная награда Института обработки металлов давлением (Великобритания)
- 1993 — Избран членом Национальной ассоциации инженеров по коррозии (США)
- 1990 — Избран членом Инженерной академии (ныне Королевская инженерная академия)
- 1997 — Избран членом Королевского общества
- 1999 — Европейская медаль за исследования в области коррозии — главная награда Европейской федерации коррозии